# Landes-Vieilles-et-Neuves
Landes-Vieilles-et-Neuves est une commune française située dans le département de la Seine-Maritime en région Normandie.
Localement, le nom de la commune est toujours précédé de « Les » mais le nom officiel n'a pas d'article.

## Géographie

### Localisation
La commune est constituée d'un ensemble de hameaux agricoles normands. Le nord du territoire communal se trouve dans la Basse Forêt d'Eu.
Elle est située  sur un plateau de 200 à 232 m. d'altitude, comprenant des ravines descendant vers la Méline, affluent du fleuve côtier la Bresle.
Landes-Vieilles-et-Neuves se trouve à 42 km au sud-est de Dieppe, cinquante kilomètres au sud-ouest d'Amiens et 55 km au nord-est de Rouen. Elle est située à dix kilomètres d'Aumale et quinze kilomètres de Neufchâtel-en-Bray.
| Saint-Léger-aux-Bois  | Richemont                 |           |
|                       | Landes-Vieilles-et-Neuves | Marques   |
| Le Caule-Sainte-Beuve |                           | Nullemont |

### Hameaux et écarts
La commune comprend plusieurs hameaux : Vert-Bois, Rougemare, Vieilles-Landes

### Hydrographie
La commune est située dans le bassin Seine-Normandie. Elle n'est drainée par aucun cours d'eau,.

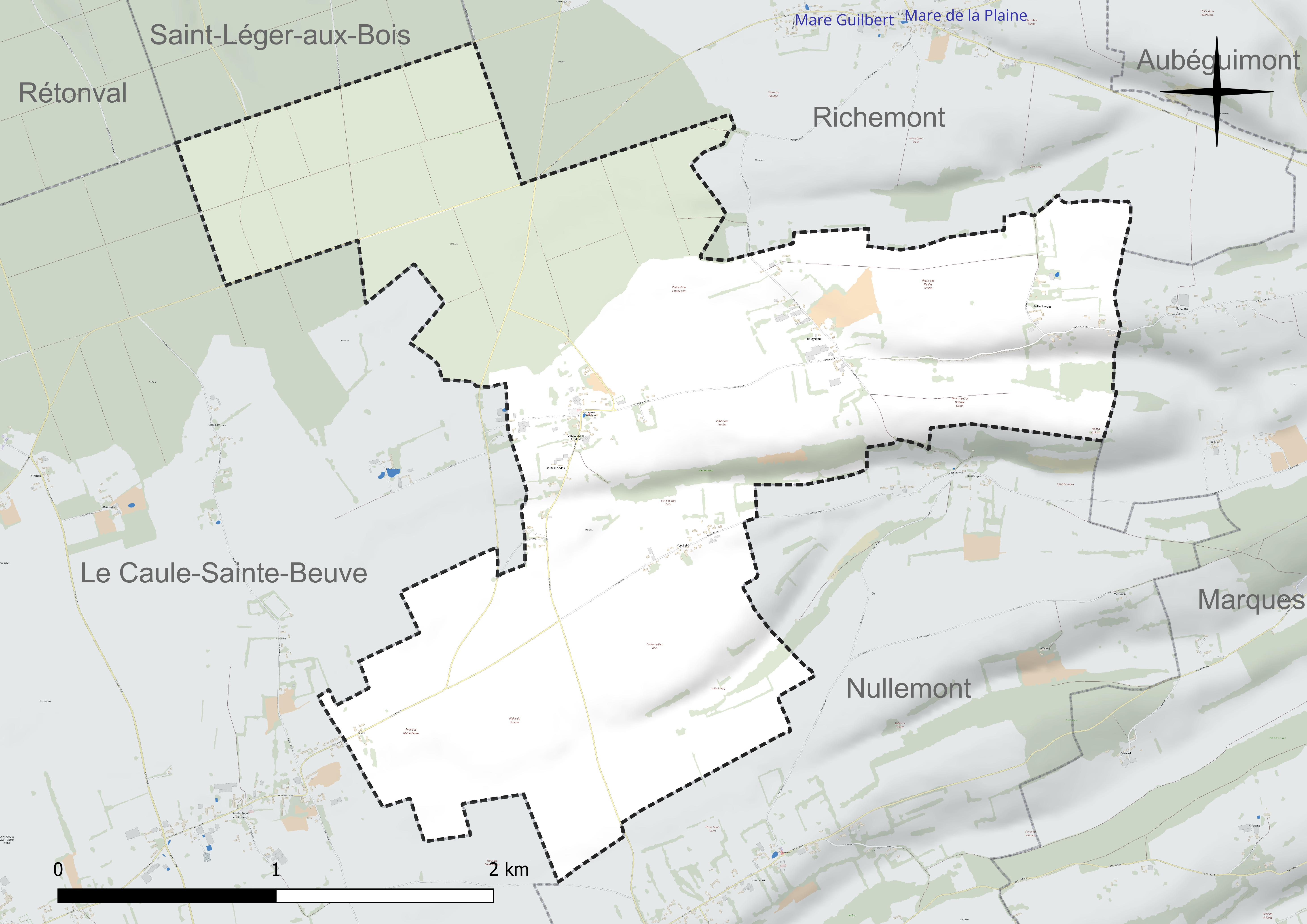
Réseau hydrographique de Landes-Vieilles-et-Neuves.

### Climat
Pour des articles plus généraux, voir Climat de la Normandie et Climat de la Seine-Maritime.
En 2010, le climat de la commune est de type climat océanique dégradé des plaines du Centre et du Nord, selon une étude du CNRS s'appuyant sur une série de données couvrant la période 1971-2000. En 2020, Météo-France publie une typologie des climats de la France métropolitaine dans laquelle la commune est exposée à un climat océanique et est dans la région climatique Côtes de la Manche orientale, caractérisée par un faible ensoleillement (1 550 h/an) ; forte humidité de l’air (plus de 20 h/jour avec humidité relative > 80 % en hiver), vents forts fréquents. Parallèlement le GIEC normand, un groupe régional d’experts sur le climat, différencie quant à lui, dans une étude de 2020, trois grands types de climats pour la région Normandie, nuancés à une échelle plus fine par les facteurs géographiques locaux. La commune est, selon ce zonage, exposée à un « climat contrasté des collines », correspondant au Pays de Bray, bien arrosé et frais.
Pour la période 1971-2000, la température annuelle moyenne est de 9,7 °C, avec une amplitude thermique annuelle de 14,7 °C. Le cumul annuel moyen de précipitations est de 895 mm, avec 13,6 jours de précipitations en janvier et 9 jours en juillet. Pour la période 1991-2020, la température moyenne annuelle observée sur la station météorologique la plus proche, située sur la commune de Bouelles à 13 km à vol d'oiseau, est de 10,7 °C et le cumul annuel moyen de précipitations est de 838,4 mm,. Pour l'avenir, les paramètres climatiques de la commune estimés pour 2050 selon différents scénarios d’émission de gaz à effet de serre sont consultables sur un site dédié publié par Météo-France en novembre 2022.

## Urbanisme

### Typologie
Au 1er janvier 2024, Landes-Vieilles-et-Neuves est catégorisée commune rurale à habitat très dispersé, selon la nouvelle grille communale de densité à sept niveaux définie par l'Insee en 2022.
Elle est située hors unité urbaine et hors attraction des villes,.

### Occupation des sols
L'occupation des sols de la commune, telle qu'elle ressort de la base de données européenne d’occupation biophysique des sols Corine Land Cover (CLC), est marquée par l'importance des territoires agricoles (71,9 % en 2018), une proportion identique à celle de 1990 (71,9 %). La répartition détaillée en 2018 est la suivante : 
terres arables (43,3 %), forêts (28,1 %), prairies (21,8 %), zones agricoles hétérogènes (6,8 %). L'évolution de l’occupation des sols de la commune et de ses infrastructures peut être observée sur les différentes représentations cartographiques du territoire : la carte de Cassini (XVIIIe siècle), la carte d'état-major (1820-1866) et les cartes ou photos aériennes de l'IGN pour la période actuelle (1950 à aujourd'hui).

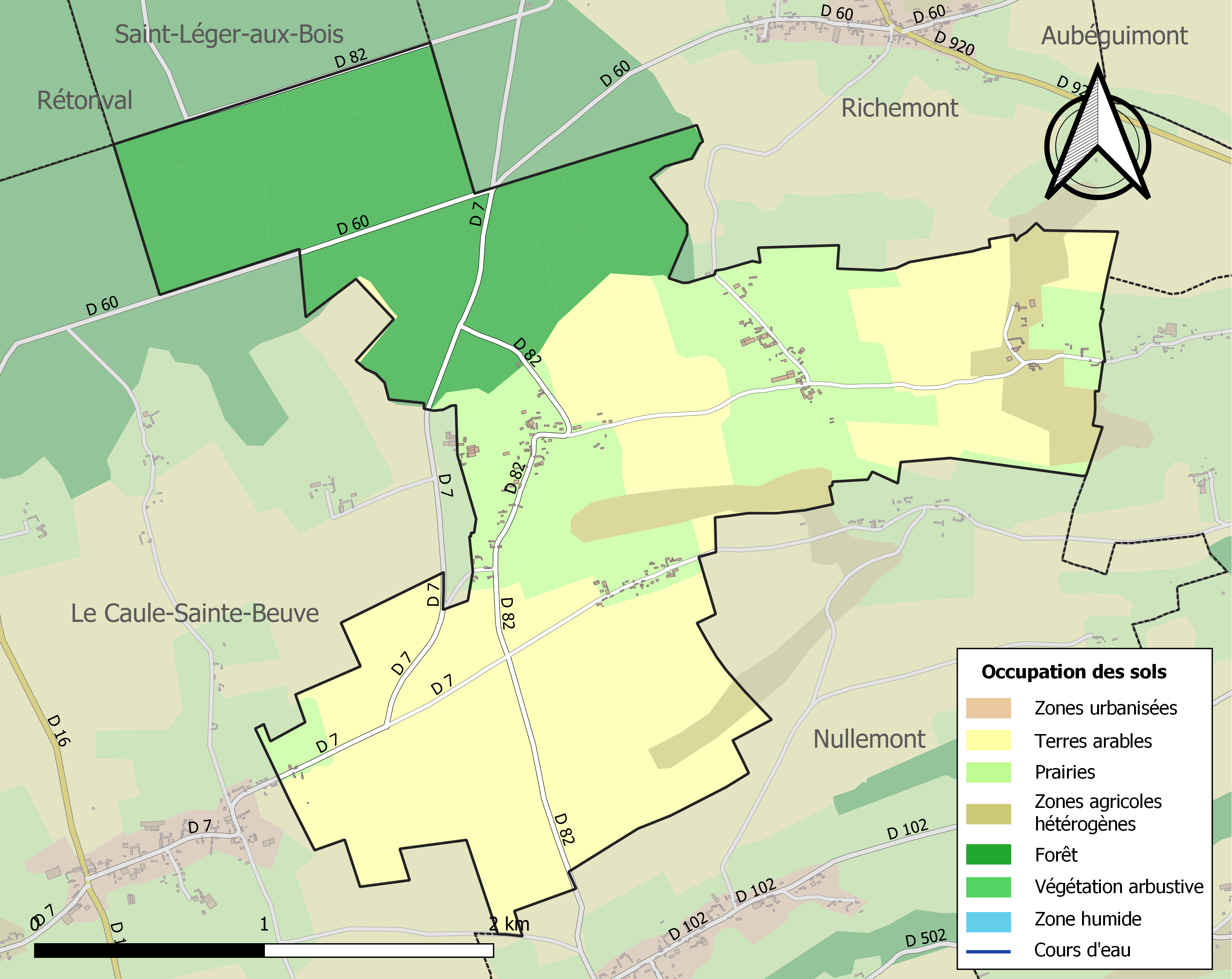
Carte des infrastructures et de l'occupation des sols de la commune en 2018 (CLC).

## Toponymie
L'ancien nom des Vieilles Landes est Baril Essart ou Baril Escart 1154 (Archives départementales de la Seine-Maritime, 8 H 8), « La terre de l'Essart Baril » autrement dite « les Vieilles Landes » en 1490 (Arch. sous-préfecture de Neufchâtel), Les Nouvelles Landes et Les Vieilles Landes en 1715 (Frémont), Les Neuves Landes et Les Vieilles Landes en 1757 (Cassini).
Commune instituée par la Révolution française issue de l'unification des Vieilles-Landes et des Neuves-Landes, et qui portait le nom de Lalande en 1793, Les Landes en 1801. Elle prit ultérieurement son nom actuel de Landes-Vieilles-et-Neuves.
Le français lande est issu du gaulois landa et désigne une terre infertile, ce que devait être la caractéristique du lieu.

## Histoire
Une hachette en silex poli a été trouvée aux Vieilles-Landes en 1868 semblant indiquer une occupation préhistorique du site.
Selon l'abbé Cochet, « Les Landes formaient autrefois deux paroisses, dont l'une s'appelait les Vieilles-landes et l'autre les Landes-Jeunes ou Neuves »

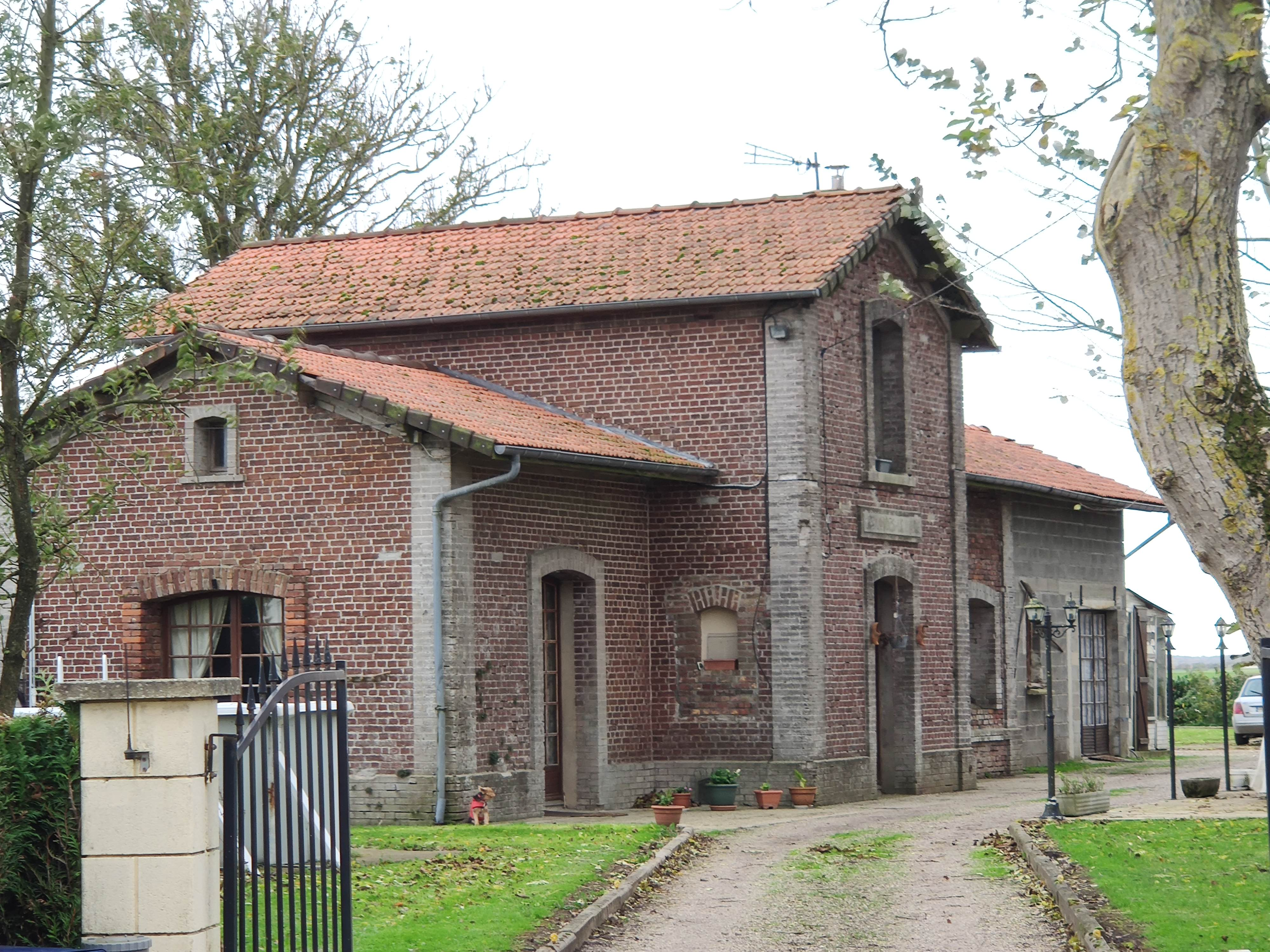
L'ancienne gare des Landes-le-Caule, devenue une habitation.

La gare des Landes-le-Caule, situé aux Landes-Vieilles-et-Neuves en limite du Caule, était desservie de 1906 à 1947 par la ligne de chemin de fer secondaire à voie métrique Aumale-Envermeu des Chemins de fer départementaux de la Somme (bien que située en Seine-Maritime).

## Politique et administration

### Rattachements administratifs et électoraux
La commune se trouve depuis 1926 dans l'arrondissement de Dieppe du département de la Seine-Maritime. Pour l'élection des députés, elle fait partie depuis 2012 de la sixième circonscription de la Seine-Maritime.
Elle faisait partie de 1802 à 1952 du canton de Blangy-sur-Bresle, année où elle intègre le canton d'Aumale. Dans le cadre du redécoupage cantonal de 2014 en France, la commune est désormais intégrée au canton de Gournay-en-Bray.

### Intercommunalité
La commune était membre de la petite communauté de communes du canton d'Aumale, créée fin 2001.
Dans le cadre de l'approfondissement de la coopération intercommunale prévu par la loi portant nouvelle organisation territoriale de la République (Loi NOTRe) du 7 août 2015, qui prescrit que les intercommunalités à fiscalité propre doivent, sauf exceptions, regrouper au moins 15 000 habitants, celle-ci a fusionné avec sa voisine pour former, le 1er janvier 2017, la communauté de communes interrégionale Aumale - Blangy-sur-Bresle, dont la commune est désormais membre.

### Liste des maires
| Période                                  | Période                   | Identité                   | Étiquette | Qualité                                                     |
| ---------------------------------------- | ------------------------- | -------------------------- | --------- | ----------------------------------------------------------- |
| Les données manquantes sont à compléter. |                           |                            |           |                                                             |
| 1823                                     | 1837                      | Charles Antoine Boutillier |           |                                                             |
| 1837                                     | 1840                      | Jean-Louis Foulon          |           |                                                             |
| 1840                                     | 1848                      | Joseph Noël Cossard        |           |                                                             |
| 1848                                     | 1852                      | Barthélémy Deniel          |           |                                                             |
| 1852                                     | 1882                      | Doctrové Boutillier        |           |                                                             |
| 1882                                     | 1884                      | Désiré Lefevre             |           |                                                             |
| 1884                                     | 1897                      | Charles Delaquaize         |           |                                                             |
| 1897                                     | 1908                      | Achille Lefevre            |           |                                                             |
| 1908                                     | 1911                      | Julien Aubruchet           |           |                                                             |
| 1911                                     | 1924                      | Albert Heurtevent          |           |                                                             |
| 1924                                     | 1929                      | Achille Leroy              |           |                                                             |
| 1929                                     | 1944                      | Evode Sageot               |           |                                                             |
| 1944                                     | 1945                      | Victor Petit               |           |                                                             |
| 1945                                     | 1956                      | Raymond Mamier             |           |                                                             |
| 1956                                     | 1976                      | André Villier              |           |                                                             |
| 1976                                     | 1995                      | Jean Dhermy                |           |                                                             |
| 1995                                     | mars 2014                 | Alain Blondin              |           |                                                             |
| mars 2014,                               | En cours (au 27 mai 2020) | Christine Moreau           |           | Directrice d'école à Aumale Réélue pour le mandat 2020-2026 |

## Démographie
L'évolution du nombre d'habitants est connue à travers les recensements de la population effectués dans la commune depuis 1793. Pour les communes de moins de 10 000 habitants, une enquête de recensement portant sur toute la population est réalisée tous les cinq ans, les populations de référence des années intermédiaires étant quant à elles estimées par interpolation ou extrapolation. Pour la commune, le premier recensement exhaustif entrant dans le cadre du nouveau dispositif a été réalisé en 2004.

En 2022, la commune comptait 125 habitants, en évolution de −8,76 % par rapport à 2016 (Seine-Maritime : +0,35 %, France hors Mayotte : +2,11 %).
| 1793 | 1800 | 1806 | 1821 | 1831 | 1836 | 1841 | 1846 | 1851 |
| ---- | ---- | ---- | ---- | ---- | ---- | ---- | ---- | ---- |
| 279  | 249  | 210  | 265  | 362  | 352  | 325  | 315  | 319  |

| 1856 | 1861 | 1866 | 1872 | 1876 | 1881 | 1886 | 1891 | 1896 |
| ---- | ---- | ---- | ---- | ---- | ---- | ---- | ---- | ---- |
| 298  | 260  | 263  | 260  | 242  | 225  | 217  | 208  | 178  |

| 1901 | 1906 | 1911 | 1921 | 1926 | 1931 | 1936 | 1946 | 1954 |
| ---- | ---- | ---- | ---- | ---- | ---- | ---- | ---- | ---- |
| 185  | 182  | 180  | 162  | 179  | 190  | 171  | 202  | 180  |

| 1962 | 1968 | 1975 | 1982 | 1990 | 1999 | 2004 | 2006 | 2009 |
| ---- | ---- | ---- | ---- | ---- | ---- | ---- | ---- | ---- |
| 162  | 149  | 147  | 105  | 148  | 132  | 123  | 121  | 134  |

| 2014 | 2019 | 2022 | - | - | - | - | - | - |
| ---- | ---- | ---- | - | - | - | - | - | - |
| 138  | 131  | 125  | - | - | - | - | - | - |

## Culture locale et patrimoine

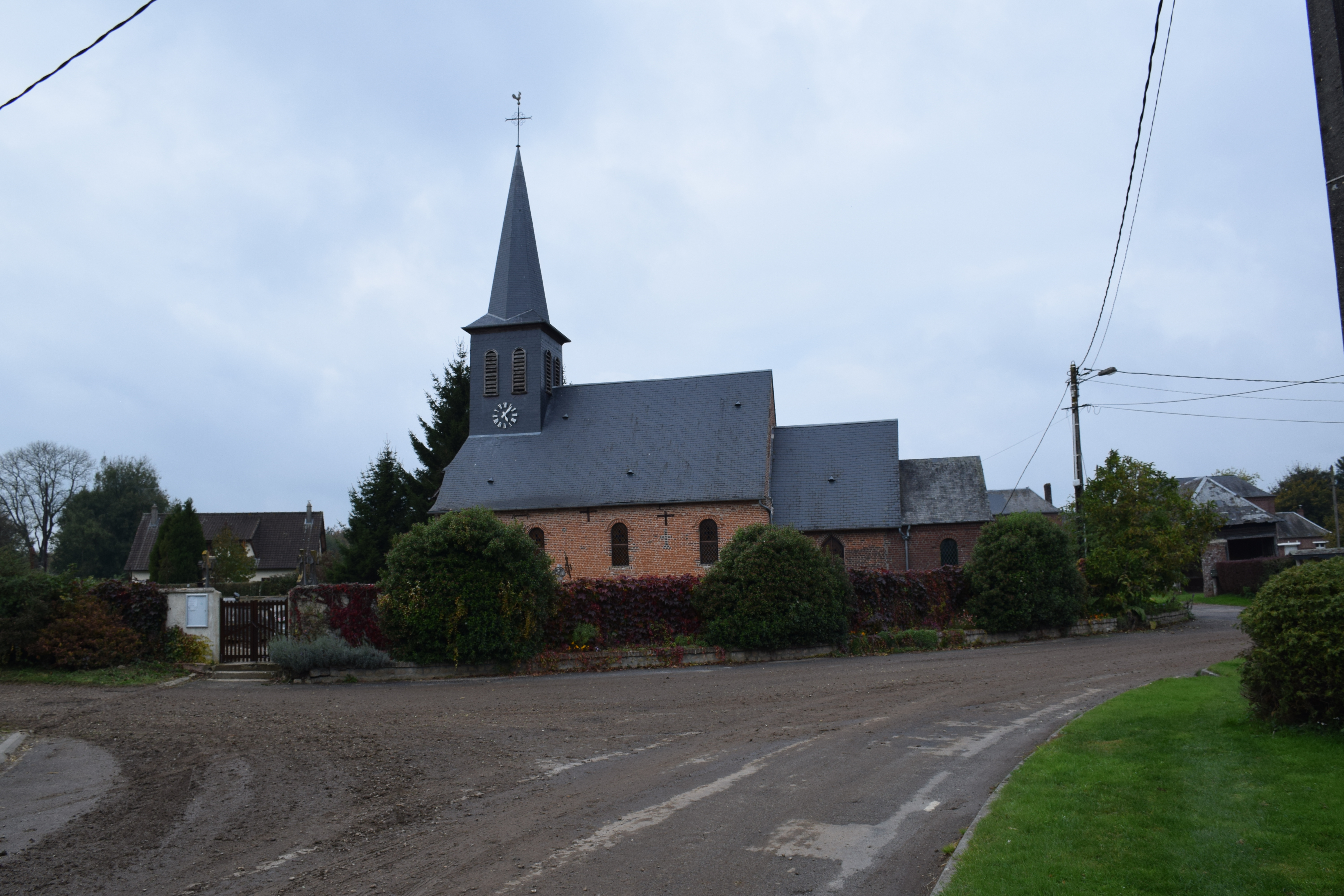
L'église.

### Lieux et monuments
- Église Saint-Lambert, aux Jeunes-Landes, constituée de trois volumes emboîtés décroissants, et terminé par un chevet plat.
La nef est construite en brique rouge et le chœur en galandage (mur constitué de briques posées sur champ). Le côté nord de la nef date du XVIIe siècle et le côté sud du XVIe siècle. La charpente est datée de 1531 et une des corniches est ornée d'une vigne chargée de feuilles et de raisins[18].
La cloche est datée de 1526[29].
- Château des Landes
- Vestiges de l'ancien site de lancement de V1, en Basse Forêt d'Eu[30],[31].

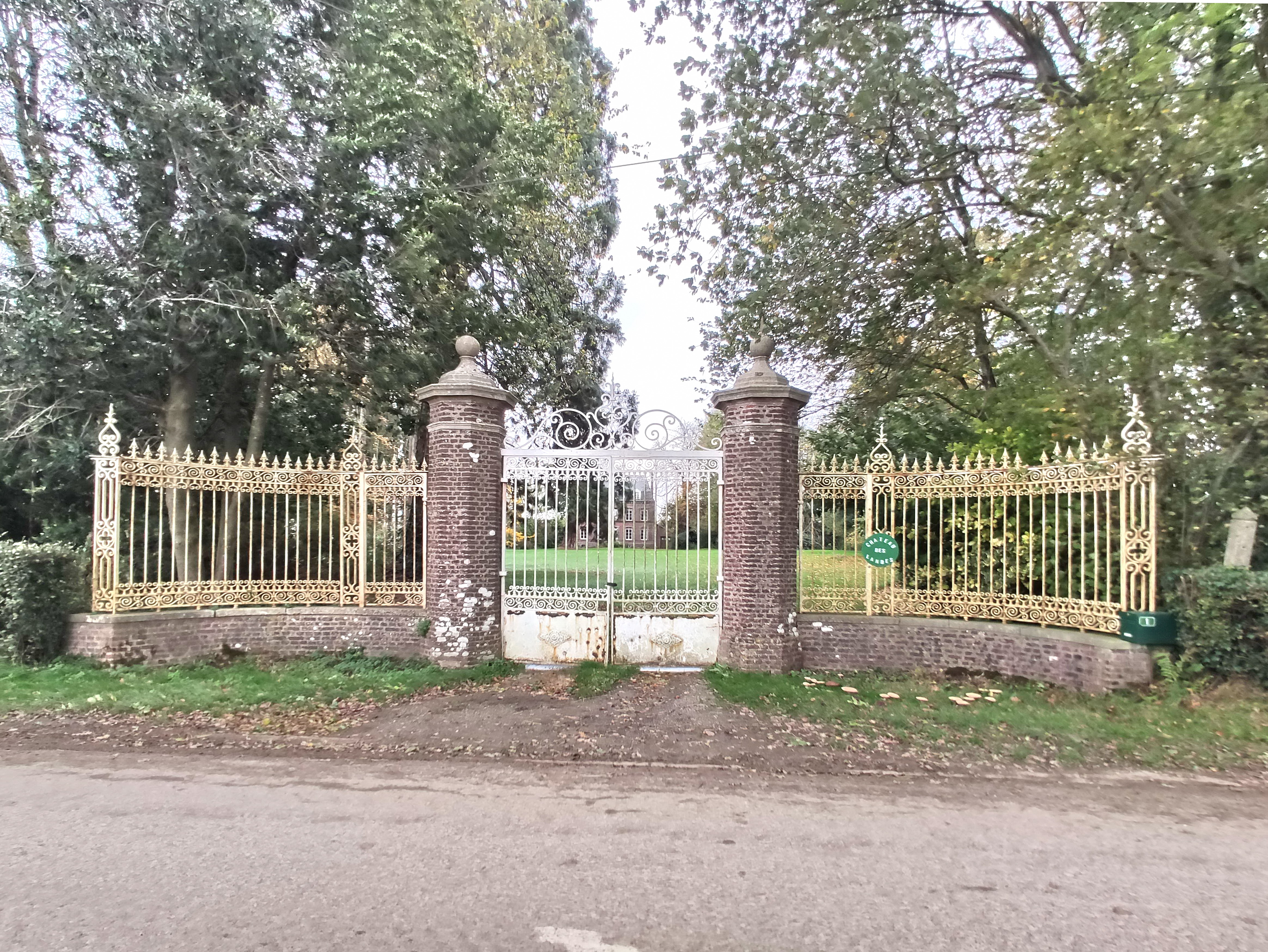
Portail du château des Landes
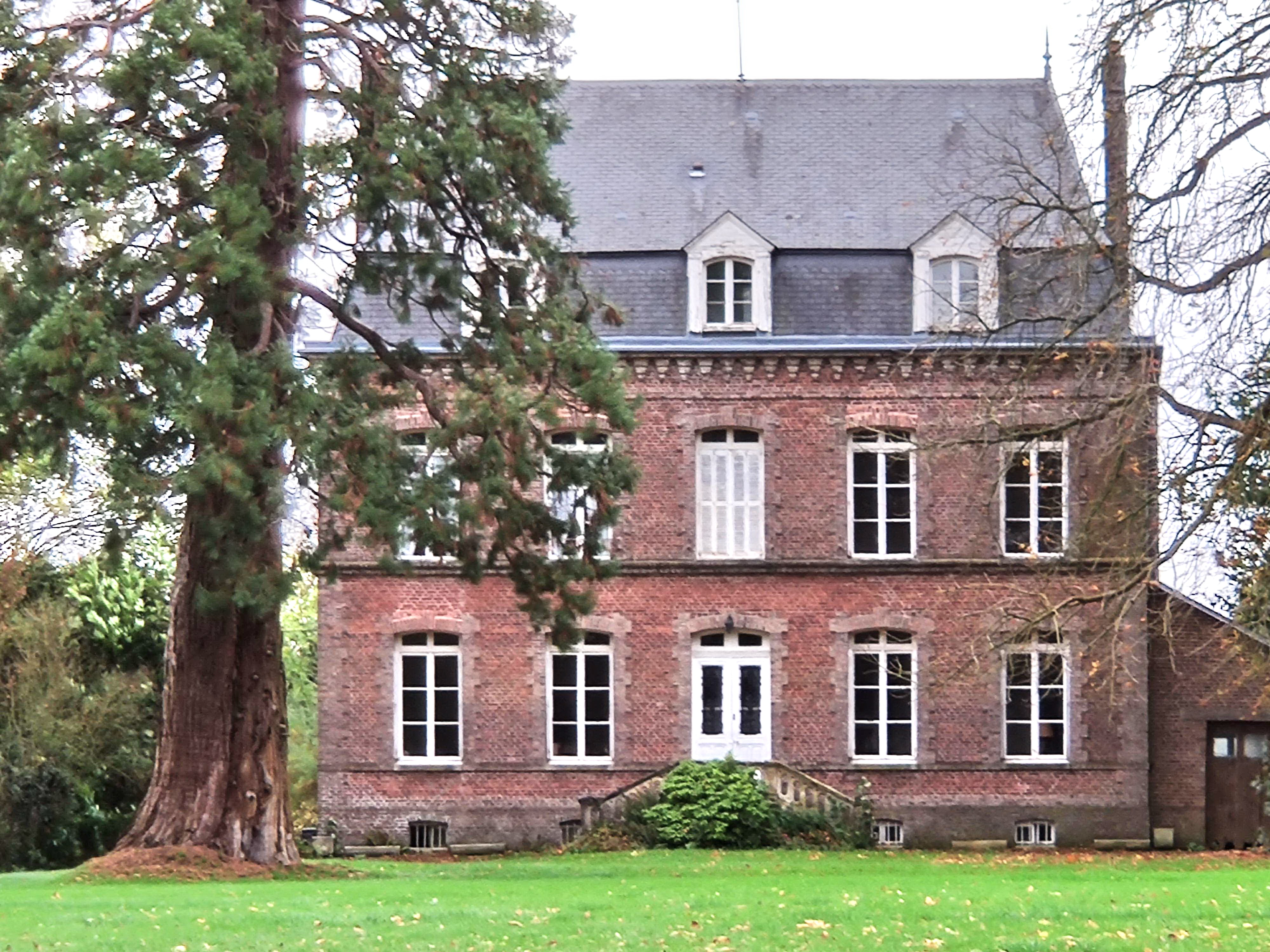
Le château des Landes
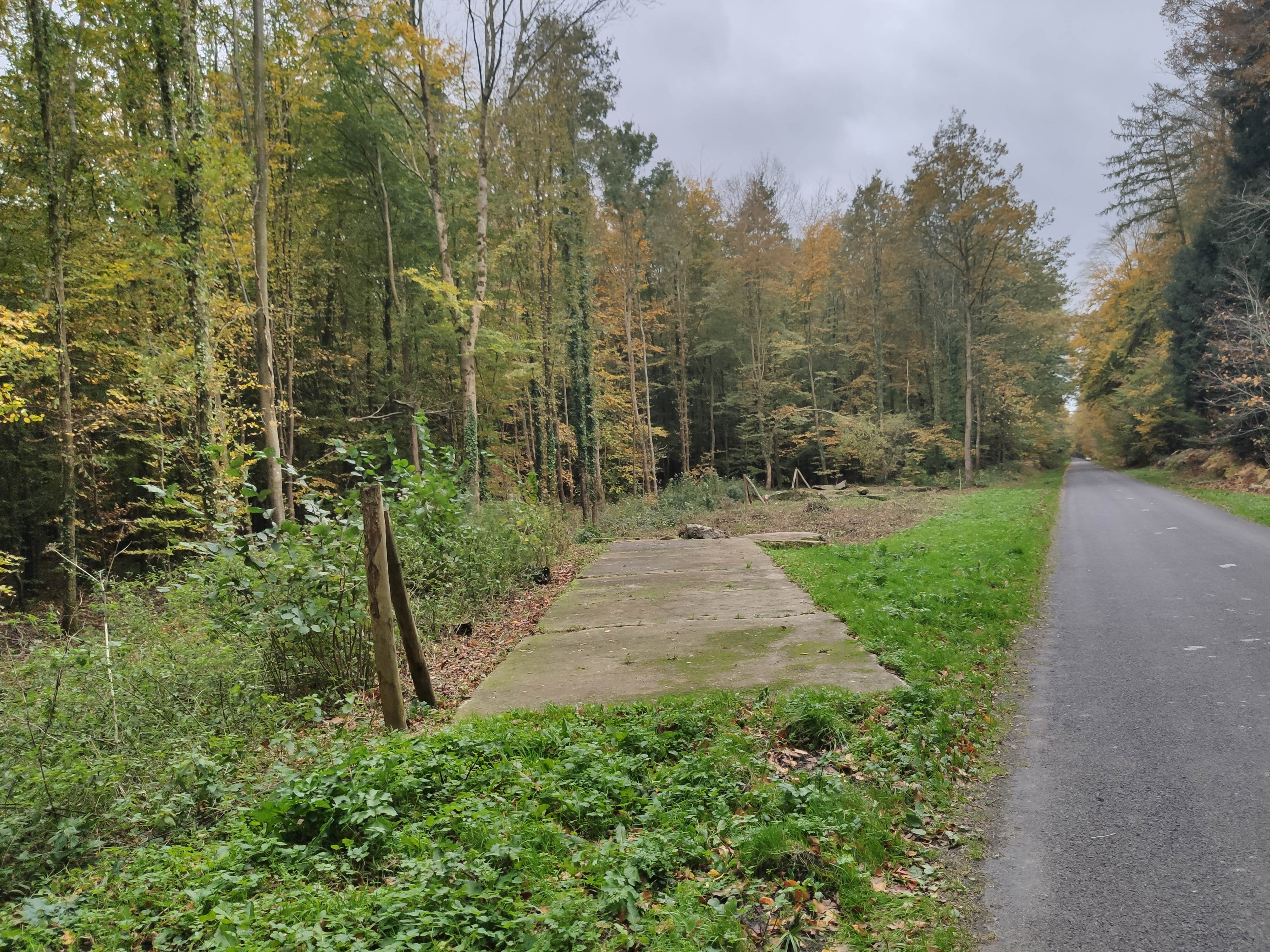
Vestiges du site d'envol des V1
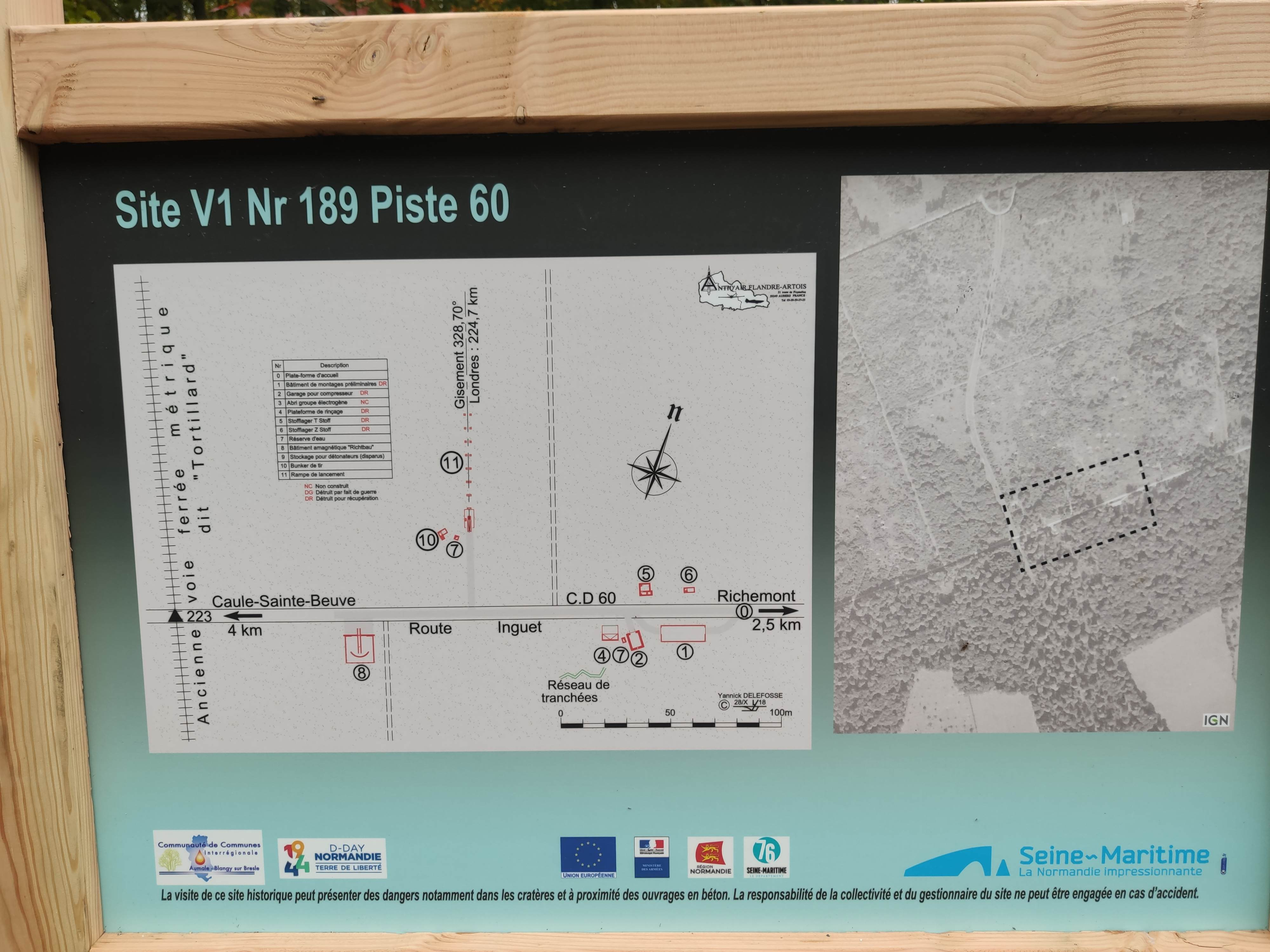
Panneau informatif du site des V1